# Magnet-Fluid-Dichtung
Die Magnet-Fluid-Dichtung (Ferrofluidic-Technik) gehört zu den rotatorischen, berührungslosen Dichtungen. Als Sperrmedium wird ein Ferrofluid eingesetzt, das mit einem geeignet geformten Magnetfeld in dem Spalt zwischen der rotierenden Welle und dem Dichtungsgehäuse gehalten wird.
Magnet-Fluid-Dichtungen werden fast ausschließlich als Gasdichtungen eingesetzt und sind für höhere Drücke kaskadiert, da eine Einzelstufe nur ca. 200 hPa (0,2 bar) standhält.

## Anwendungen
Bei der Halbleiterherstellung ist es besonders wichtig, dass in den Prozess keinerlei Partikel gelangen. Herkömmliche berührende Dichtungen sind dafür unbrauchbar, das flüssige Sperrmedium einer Magnet-Fluid-Dichtung hingegen generiert keinerlei Partikel in den Prozessraum.
Zusätzlich erfordern gewisse Prozesse ein Hochvakuum. Da es im Vakuum keine Konvektion gibt, werden Komponenten wie Elektromotoren meist nicht ausreichend gekühlt. Daher werden diese oft außerhalb der Prozesskammer betrieben. Nur eine Magnet-Fluid-Dichtung vermag eine Abdichtung der Antriebswelle zu gewährleisten.
Ein anderer Aspekt ist das Fehlen des Stick-Slip-Effektes, der bei allen berührenden Dichtungen auftritt. In Positionierungen mit Regelkreisen macht sich dieser Effekt als sehr störende Hysterese bemerkbar, die mit herkömmlicher PID-Regelungstechnik nicht beherrschbar ist. Hochpräzise optische Systeme setzen daher Ferrofluidic-Dichtungstechnik ein.
Weite Anwendung findet die Ferrofluidic-Dichtungstechnik in Prozessanlagen, in denen Komponenten möglichst verschleißfrei sein müssen, um eine lange Einsatzzeit zu gewähren. Die Wartungsintervalle von Ferrofluidic-Dichtungen sind weitaus höher als bei herkömmlichen berührenden Dichtungstechniken.
Auch in der Computertechnik wurde diese Dichtungstechnik verwendet. Bei Festplatten (der 8-Zoll-Generation) in denen der Antriebsmotor außerhalb des Plattengehäuses (Disk Enclosure) positioniert ist, kommen Magnet-Fluid-Dichtungen zum Einsatz. Normale Dichtungen würden Partikel ins Gehäuse-Innere abgeben, was bei den geringen Abständen zwischen Magnetkopf und rotierender Platte zu Problemen führen würde.